# Armoracia macrocarpa
Armoracia macrocarpa là một loài thực vật có hoa trong họ Cải. Loài này được (Waldst. & Kit.) Kit. ex Baumg. mô tả khoa học đầu tiên năm 1816.